# Koperpoets

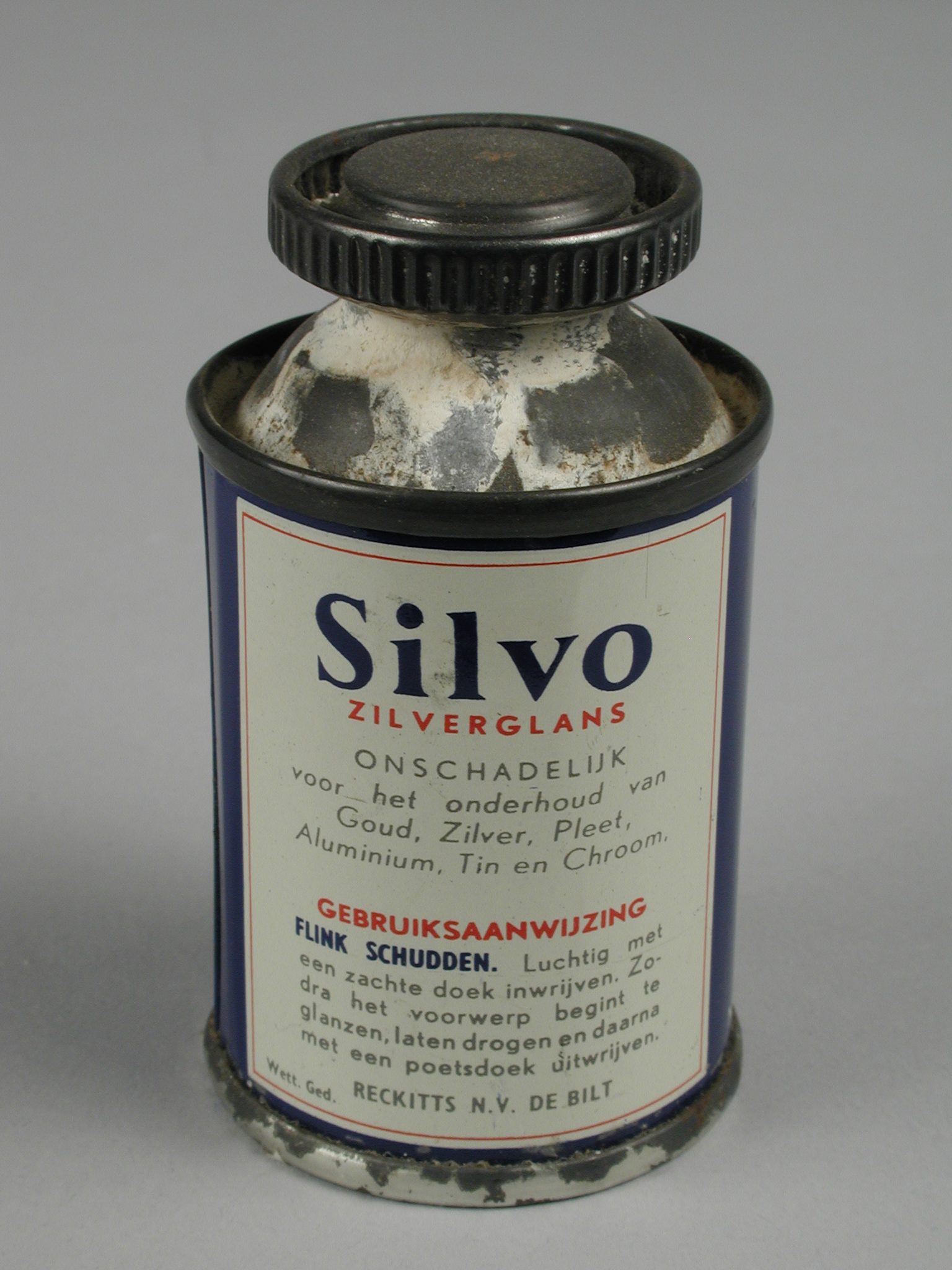
Zilverglans

Koperpoets of koperglans is een polijstmiddel voor voorwerpen van koper, messing en brons.
Het middel kan, naast een polijstmiddel, onder meer ammonia en ethanol bevatten. Met het poetsen wordt het spontaan ontstane oxidelaagje verwijderd, waardoor uiteraard ook wat van het oorspronkelijke metaal verloren gaat.
Een bekend merk koperpoets is Brasso van Reckitt. HG, Sidol en Kingston leveren ook koperpoetsmiddelen. 